# メイコウサポート
株式会社メイコウサポートは愛知県を本拠地に食品物流を中心に担う総合物流企業。

## 沿革
- 絵画のリース事業を展開する会社、グループ企業である株式会社名孝高速の経理業務を委託する会社として1989（平成元）年に設立された。
- 絵画のリース事業を順調に拡大させ、新たな取り組みとして2000（平成12）年、一般貨物自動車運送事業認可、営業倉庫事業登録許可を取得した。
- 同年、愛知県小牧市に1600坪の敷地に車庫を構え、一般貨物自動車運送事業を展開した。冷蔵冷凍車による外食店舗配送、個人宅への冷凍食品配送、コンビニエンスストア向けの店舗配送、飲料水の製品輸送、食品の幹線輸送などの運行に携わるようになり、取引先の拡大をしていった。同地に1200坪の営業倉庫を構え、飲料水、梱包資材、硝子製品などの製品を保管しながら営業倉庫業務を拡大した。
- 営業倉庫部門では主要取引先である味の素物流株式会社（当時）の取り扱いにより大手外食チェーンの配送センターとしての誘致に成功し、保管・仕分・配送と一貫した物流を担うようになり、複数の大手外食チェーンの配送センターとしての機能を拡大していった。
- 従業員からの提案を採用し、事業として展開する取り組みとして、フットセラピー事業を展開し、ゴルフ場などでフットセラピー店舗を開店した。
- 主要取引先である株式会社シュガーレディ本社（当時）の受託業務拡大により神奈川県に伊勢原事業所を開設し、同社の常温物流センター業務の一部を請け負いセンター運営に携わることとなった。
- 2011（平成23）年9月 本社営業所建替え工事のため、一時的に本社営業所を移転。
- 2012（平成24）年5月 本社営業所（新センター）竣工。